# Eois carmenata
Eois carmenata är en fjärilsart som beskrevs av Druce 1892. Eois carmenata ingår i släktet Eois och familjen mätare. Inga underarter finns listade i Catalogue of Life.